# آب‌انبار حکیم هارون
آب‌انبار حکیم هارون مربوط به دوره قاجار است و در کاشان، خیابان محتشم، ابتدای کوچه درب گلدون واقع شده و این اثر در تاریخ ۲۴ اسفند ۱۳۸۳ با شمارهٔ ثبت ۱۱۵۶۷ به‌عنوان یکی از آثار ملی ایران به ثبت رسیده است.